# Прапор Барського району
Пра́пор Ба́рського район́у — один із офіційних символів Барського району Вінницької області. Затверджений 24 квітня 2009 року рішенням сесії Барської районної ради.

## Опис
Прапор являє собою прямокутне полотнище із співвідношенням сторін 2:3. Від древка йде вертикальна червона смуга шириною 4/15 від довжини прапора, на якій зображена біла вертикальна яблунева квітуча гілка. В центрі прапора на вільній синій частині — жовте сонце з шістнадцятьма променями. Діаметр кола, описаного кінцями променів, дорівнює 2/3 ширини прапора.